# 孟坦
孟坦为历史小说《三国演义》的虚构人物，在正史《三国志》中并无此人。
根据《三国演义》第27回记载，孟坦为曹操下属，洛阳太守韩福部下牙将。关羽护送甘、糜二嫂投奔刘备，经过第二关的洛阳。为阻挡关羽行程，他与韩福定计，由他与关羽交战，然后诈败引诱其追赶，以便韩福用暗箭射杀关羽。不料关羽马快，被迅速赶上及遭斩杀。孟坦是关羽在过五关斩六将中被斩的第二名将领。

## 其它作品中出現的孟坦
- 電影《關雲長》（2010年）：中國演員張永剛所飾。洛陽韓福部下，鐵盾刀斧手，關羽殺了韓福之後，決意為主子韓福報仇，率領幫中兄弟們將中韓福毒針的關羽逼到死地，後為綺蘭所殺。